# José Manuel Estepa Llaurens
José Manuel Estepa Llaurens (Andújar, 1º gennaio 1926 – Madrid, 21 luglio 2019) è stato un cardinale e arcivescovo cattolico spagnolo.

## Biografia
Ha compiuto gli studi in filosofia presso la Pontificia Università di Salamanca e in teologia presso la Pontificia Università Gregoriana. Ha ricevuto l'ordinazione sacerdotale il 27 giugno 1954.
Nel 1971 è stato nominato consultore della Congregazione per il Clero.
Dopo aver prestato servizio come sacerdote nel suo Paese, il 5 settembre 1972 è stato nominato vescovo ausiliare di Madrid e vescovo titolare di Tisili.
Ha ricevuto la consacrazione episcopale il 15 ottobre dello stesso anno dal cardinale Vicente Enrique y Tarancón, arcivescovo di Madrid. Nello stesso periodo è stato rettore del seminario e incaricato della pastorale universitaria.
Nel 1978 è stato nominato membro della Congregazione per il Clero, come esperto di insegnamento e catechesi.
Il 30 luglio 1983 è stato nominato vicario militare in Spagna e arcivescovo titolare di Velebusdo.
Il 21 luglio 1986 ha assunto il grado di ordinario militare in Spagna.
È stato membro della commissione di sei vescovi che ha redatto il Catechismo della Chiesa Cattolica, pubblicato nel 1992, ed è stato anche autore della traduzione in lingua spagnola.
Il 18 novembre 1989 è stato nominato arcivescovo titolare di Italica, titolo che ha mantenuto fino al 7 marzo 1998.
Il 30 settembre 2003 ha rassegnato le dimissioni dal governo pastorale dell'ordinariato militare per raggiunti limiti d'età.
Benedetto XVI lo ha elevato al rango di cardinale con il titolo presbiterale di San Gabriele Arcangelo all'Acqua Traversa nel concistoro del 20 novembre 2010.
È morto a Madrid il 21 luglio 2019, all'età di 93 anni. Il 23 luglio l'ordinario militare in Spagna Juan del Río Martín ha celebrato le solenni esequie. È stato sepolto all'interno della cattedrale del Sacramento.

## Genealogia episcopale
La genealogia episcopale è:
- Cardinale Scipione Rebiba
- Cardinale Giulio Antonio Santori
- Cardinale Girolamo Bernerio, O.P.
- Arcivescovo Galeazzo Sanvitale
- Cardinale Ludovico Ludovisi
- Cardinale Luigi Caetani
- Cardinale Ulderico Carpegna
- Cardinale Paluzzo Paluzzi Altieri degli Albertoni
- Papa Benedetto XIII
- Papa Benedetto XIV
- Papa Clemente XIII
- Cardinale Marcantonio Colonna
- Cardinale Giacinto Sigismondo Gerdil, B.
- Cardinale Giulio Maria della Somaglia
- Cardinale Carlo Odescalchi, S.I.
- Cardinale Costantino Patrizi Naro
- Cardinale Lucido Maria Parocchi
- Papa Pio X
- Papa Benedetto XV
- Cardinale Federico Tedeschini
- Vescovo Manuel Moll y Salord
- Cardinale Vicente Enrique y Tarancón
- Cardinale José Manuel Estepa Llaurens